# Shaft
Shaft je v golfové terminologii ocelová nebo karbonová (grafitová) tyč mezi hlavou a gripem (držadlem) golfové hole.

## Popis
Většinou má v průměru asi 12 mm a jeho délka se pohybuje od 89 do 115 cm. Grafitový shaft je většinou používán ženami, dětmi a seniory pro svou váhu a větší pružnost, díky které lze s grafitovým shaftem odpálit míček na větší vzdálenost. Ocelový shaft je pro hráče s rychlejším švihem, kteří využijí jeho tuhost pro přesnější rány.
Hlavním problémem "grafitů" je pokud s ním dostatečnou rychlostí praštíte o zem, rozstříští se.